# Fratelli Averna

Logo des Unternehmens

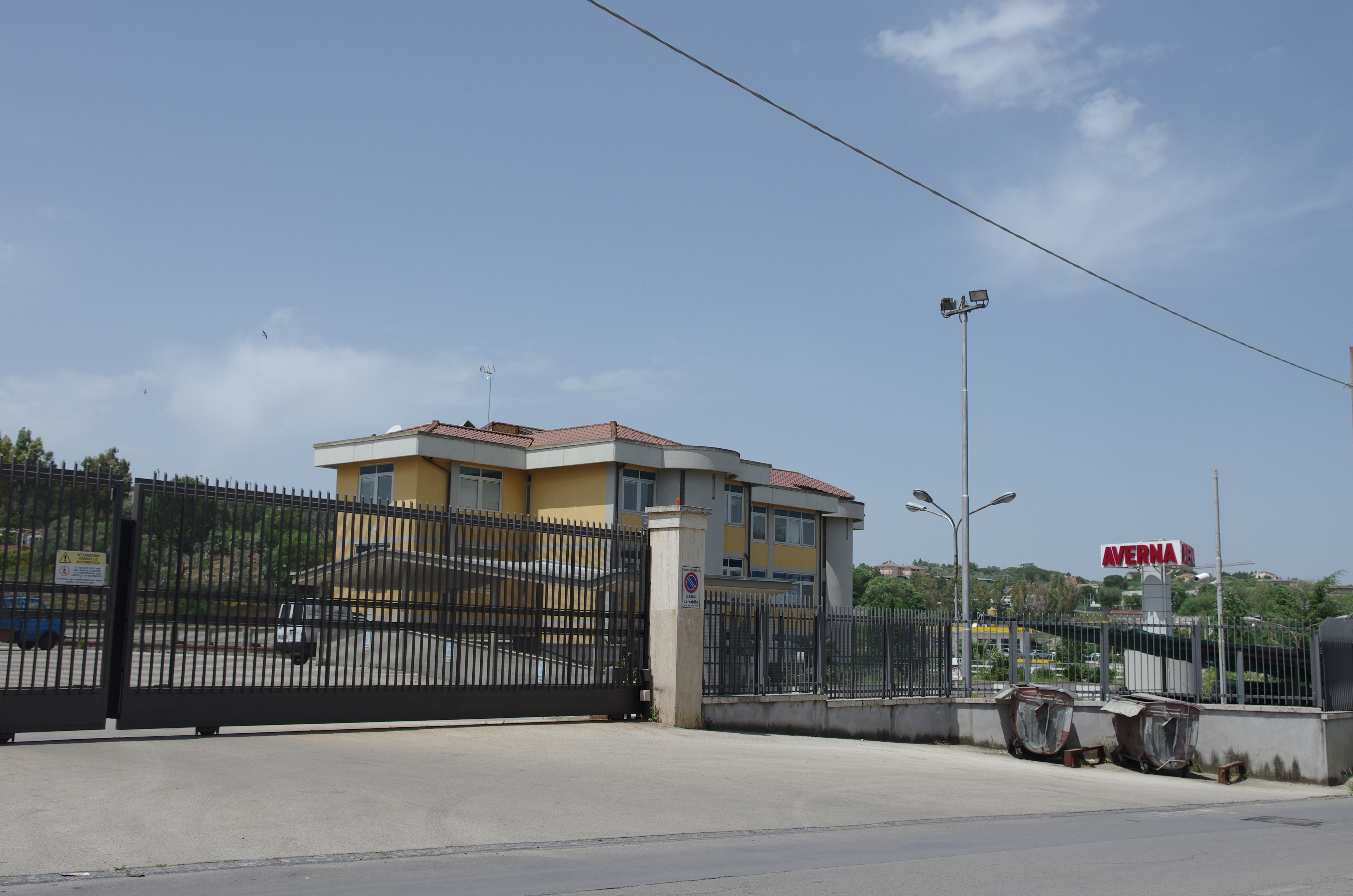
Sitz des Unternehmens

Fratelli Averna S.p.A. ist ein Spirituosenhersteller in Caltanissetta auf Sizilien. Die Unternehmensgruppe ist vor allem durch den Kräuterlikör Amaro Siciliano bekannt. Der Kräuterlikör wird seit 1868 nach einem Geheimrezept der Familie Averna hergestellt. Das Unternehmen produziert auch Limoncello. Weitere Marken der Gruppe sind der Magenbitter Braulio und der Grappa Frattina. 

## Unternehmen

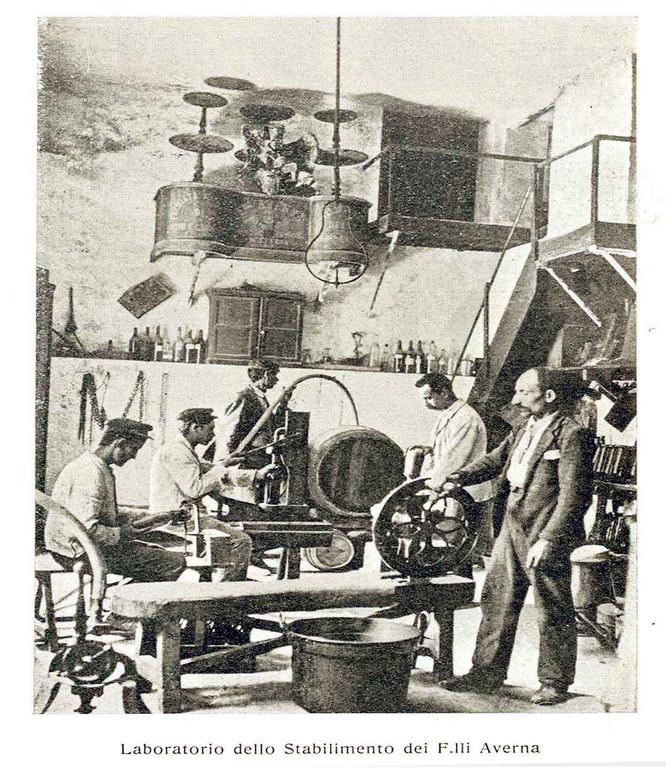
Fratelli Averna, Caltanissetta, 1911

Gegründet wurde das Unternehmen von Salvatore Averna, später weitergeführt von dessen Sohn Francesco Averna. Unter den nachfolgenden Generationen expandierte das Unternehmen und nahm eine führende Position im italienischen Spirituosenmarkt ein. Heute macht die Firma Averna jährlich etwa 150 Millionen Euro Umsatz, die Hälfte dessen wird in den 45 ausländischen Märkten erwirtschaftet. Inzwischen gibt es eine weitere Niederlassung in Mailand. Mit zur Firmengruppe zählen eine Weinkellerei aus dem Friaul und eine Konfektfirma aus dem Piemont. 2014 wurde das bis dahin in Familienbesitz stehende Unternehmen von der Campari-Gruppe übernommen.